# Диема 2
Диема 2 е бивш български телевизионен канал.

## История
Стартира на 11 август 2003 г. като втори канал на групата Диема Вижън. Каналът е с политематичен профил и излъчва филми, сериали, новини, развлекателни, публицистични и спортни предавания (собствена продукция и копродуцирани), както и различни спортни събития.  През годините се развива много успешно и през 2005 г. става част от Apace Media Group. От март 2007 г. Диема Вижън е част от BMGL (Balkan Media Group Limited), джойнтвенчър между Apace Media Group и Modern Times Group.  През юли същата година спира излъчването на информационната емисия новини „Денят“, а новинарската редакция на телевизията е разпусната. Впоследствие, през 2010 г. спортните събития са прехвърлени в спортния канал – Нова Спорт, а Диема 2 става предимно филмов.
На 12 септември 2011 каналът е ребрандиран на Кино Нова.

## Предавания
- „Денят“ – информационна емисия новини
- „Седем“ – външно-политическо информационно предаване с Юлиана Костадинова
- „Време за готвене“ – готварско предаване
- „Месецът на Диема 2“ – ежемесечно обзорно предаване
- „Уикенд“ – съботно-неделен сутрешен блок
- „Мреж@та“ – предаване за информационни технологии и комуникации
- „Секс игри, Ах!“ – еротично шоу
- „Диема Спорт“ – спортно предаване
- „Голисимо“ – предаване за футбол